# ザ・ビッグガンズ
ザ・ビッグガンズは、日本のプロレスラーゼウスとボディガーのタッグチーム。

## 概要
大阪プロレスで活動している元ボディビルダー同士のゼウスとボディガーでタッグチームを結成し、ダブルでのリフトアップ・スラムを使うため、和製ロード・ウォリアーズの異名で呼ばれている。共にフライパンを軽々と折り曲げる怪力を誇る。
ゼウスとNWAインターコンチネンタルタッグ王座を獲得している、田中将斗を加えたトリオチームでは「THE BIG DAN-GUNS」を名乗っている。
2011年6月、ボディガーが、右足のケガが悪化により、手術とリハビリのため長期欠場。
2012年11月24日、ナスキーホール・梅田にてWNCとのコラボ興行「Big Muscle Classic」を開催。
2013年4月13日、阿倍野区民センターにて「Big Muscle Classic 2 ボディガー復帰感謝祭」を開催。
2014年4月、大阪プロレスを退団して大阪プロレスタッグ王座を返上。ゼウスは大阪プロレス王座も返上。2人は道頓堀プロレス、全日本プロレスを主戦場とする。道頓堀プロレスでは元大阪プロレスのビリーケン・キッド、菅沼修、三原一晃、織部克巳とともに行動中。ゼウスは全日本のチャンピオン・カーニバルに出場して1勝3敗1分けで終わる。
2014年5月16日には全日本の諏訪魔&ジョー・ドーリングの持つ世界タッグ王座に挑戦するも敗北。年末には世界最強タッグ決定リーグ戦に初出場、曙&吉江豊組、潮崎豪&宮原健斗組から勝利をおさめるなど3位タイと健闘した。
2015年12月23日、世界タッグ王座を奪取。

## 獲得王座
全日本プロレス
- 第61代三冠ヘビー級王座 - ゼウス
- 第71、73、75、81代世界タッグ王座

LAND'Sプロレスリング
- 第9代アジアヘビー級王座 - ボディガー

大阪プロレス
- 第28代大阪プロレス王座 - ゼウス
- 第28、34代大阪プロレスタッグ王座
- 天王山優勝（2013年）- ゼウス
- 大阪タッグフェスティバル優勝（2013年）